# Angel Rat
Angel Rat – szósty album thrashmetalowego zespołu Voivod wydany w 1991. Po nagraniu płyty, ale przed jej wydaniem, szeregi zespołu opuścił basista Jean-Yves Thériault. Teksty piosenek zostały zainspirowane m.in. rosyjskimi baśniami o anielskim szczurze a także teorią chaosu.

## Lista utworów
1. „Shortwave Intro” – 0:25
2. „Panorama” – 3:10
3. „Clouds in My House” – 4:47
4. „The Prow” – 3:30
5. „Best Regards” – 3:52
6. „Twin Dummy” – 2:52
7. „Angel Rat” – 3:35
8. „Golem” – 4:33
9. „The Outcast” – 3:17
10. „Nuage Fractal” – 3:43
11. „Freedoom” – 4:37
12. „None of the Above” – 4:08

## Twórcy
- Denis Bélanger – śpiew
- Denis D’Amour – gitara
- Michel Langevin – perkusja
- Jean-Yves Thériault – gitara basowa